# Ангелопуло, Олег Константинович
Ангелопуло Олег Константинович (29 июля 1935, город Краснодар — 31 января 2019, город Москва) — первый проректор Государственной академии нефти и газа, доктор технических наук, профессор, академик РАЕН (1993), почетный разведчик недр, лауреат Государственной премии Казахстана, Государственной премии (1986).

## Биография
- 1957 - техник, младший научный сотрудник СевкавНИИгаза
- 1962 - начальник лаборатории и заместитель главного инженера Аралсорской геологоразведочной экспедиции сверхглубокого бурения (Уральская обл., Казахстан)
- 1967 - ассистент РГУ нефти и газа им. И.М. Губкина
- 1973-1980 – был заместителем директора по научной работе КазНИГРИ
- 1980 - наст. вр. - старший преподаватель, доцент, заведующий кафедрой бурения нефтяных и газовых скважин в РГУ нефти и газа им. И.М. Губкина
- 1985 - научная стажировка в Великобритании
- 1986-1999 - декан факультета нефтяных и газовых месторождений, проректор по учебной работе, проректор по научной работе, первый проректор РГУ нефти и газа им. И.М. Губкина
- 1999 - наст. вр. - проректор по высшему нефтегазовому образованию РГУ нефти и газа им. И.М. Губкина

## Научно-производственные и общественные достижения
Автор 210 научных работ, 112 авторских свидетельств и патентов. Среди них монографии:
- Бурение сверхглубоких скважин. М., 1964;
- Технология проводки подсолевых скважин в Прикаспийской впадине. М., 1989;
- Буровые растворы для осложненных условий. М., 1989;
- Гель-технология тампонажных растворов. М., 2001 и др.

Читает лекции по дисциплинам: Промывка скважин и промывочные жидкости; Бурение нефтяных и газовых скважин; Современные проблемы нефтегазовой науки (для магистрантов).
Подготовил 20 кандидатов наук и был научным консультантом 6 докторских диссертаций.

## Ученые степени и звания
- доктор технических наук (1982)
- профессор (1983)

## Награды
- Лауреат Государственных премий СССР (1986) и Казахской ССР (1976)
- заслуженный деятель науки России (1998)
- награждён орденом Почета (2000)
- почетный разведчик недр (1990)
- почетный работник высшего профессионального образования РФ (2000)
- ветеран труда газовой промышленности (1995)
- заслуженный работник Министерства топлива и энергетики (1995) в 2005 г.